# Anuridella immsiana
Anuridella immsiana är en urinsektsart som beskrevs av Bagnall 1939. Anuridella immsiana ingår i släktet Anuridella, och familjen Neanuridae. Arten är reproducerande i Sverige.